# Paul Girod (homme politique)
Pour les articles homonymes, voir Paul Girod et Girod.
Paul Girod, né le 27 juin 1931 à Boulogne-Billancourt (Seine) et mort le 28 septembre 2021 à Droizy (Aisne), est un homme politique français.

## Biographie
Après des études d'ingénieur, il reprend en 1954 l'exploitation de son oncle, agriculteur dans l'Aisne.
Élu dans le canton d'Oulchy-le-Château, il est président du conseil général de l’Aisne de 1988 à 1998, année où la gauche reprend la majorité. En 2001, il favorise l'élection du candidat UDF Hervé Muzart.
Le 7 mai 1978, il devient sénateur de l'Aisne, à la suite de la nomination de Jacques Pelletier dans le gouvernement de Raymond Barre III. Il est réélu les 28 septembre 1980, 24 septembre 1989 et 27 septembre 1998 au second tour de scrutin. 
En 1995, il devient vice-président du Sénat, une fonction qu'il exerce jusqu’en 2001.
Membre du groupe du RDSE, puis de l'UMP à partir de 2002, il met un terme à sa carrière parlementaire en 2008. Ayant effectué 30 ans de mandat, il est élevé à la dignité de sénateur honoraire.
À la date de sa mort, le 28 septembre 2021, il est le maire français en exercice depuis le plus longtemps (63 ans),.

## Détail des mandats et fonctions
- Maire de Droizy (1958-2021[5])
- Conseil général de l'Aisne : conseiller général du canton d'Oulchy-le-Château (1972-2001), Président (1988-1998)
- Conseil régional de Picardie : conseiller régional (1973-1988), Vice-président (1985-1988)[6]
- Sénat : sénateur de l’Aisne (1978-2008), Vice-président du Sénat (1995-2001)[7], membre de l'Office parlementaire d'évaluation des choix scientifiques et technologiques (jusqu'en 2002)[7]
- Président du Haut comité français pour la défense civile (actuellement Haut comité français pour la résilience nationale) de 1998 à 2011
- Président de l'Association des maires de l'Aisne jusqu'en 2010, date à laquelle Antoine Lefèvre lui succède